# 19 Водолея
19 Водолея (лат. 19 Aquarii, HD 203875) — одиночная звезда в созвездии Водолея на расстоянии приблизительно 260 световых лет (около 80 парсеков) от Солнца. Видимая звёздная величина звезды — +5,713m. Возраст звезды оценивается как около 788 млн лет.

## Характеристики
19 Водолея — белая звезда спектрального класса A8V. Масса — около 1,86 солнечной, радиус — около 2,76 солнечных, светимость — около 26,1 солнечных. Эффективная температура — около 8078 К.